# Vintila Horia
Pour les articles homonymes, voir Horia.
Vintila Horia, nom de plume de Vintilă Caftangioglu, né le 18 décembre 1915 (31 décembre dans le calendrier grégorien) à Segarcea (Roumanie) et mort le 4 avril 1992 à Collado Villalba (Espagne), est un écrivain roumain d'expression française et espagnole. Il a aussi utilisé les pseudonymes de Valer Crângu et de Juan Dacio.

## Biographie

### Premières années
Vintila Horia naît Vintilă Caftangioglu.
Après des études de droit puis de lettres et philosophie, dont il accomplit une partie dans des universités italiennes et autrichiennes, il fut l'un des membres de la mission diplomatique envoyée à Rome. Proche de Nichifor Crainic, connu pour ses théories sur le droit de la guerre, Vintila Horia est rédacteur en chef de son journal Sfarmă Piatră.
Directeur de banque en 1935, il a contribué à la rédaction d'articles faisant l'éloge du fascisme italien de Benito Mussolini (« Miracolul fascist » ( Le Miracle fasciste ) ), agrémentés d'attaques antisémites,.

### Seconde Guerre mondiale
En 1940, diplomate en Italie, il est révoqué par la Garde de fer à laquelle il avait refusé d'adhérer. Il est alors envoyé à Vienne puis est nommé attaché de presse par le général Ion Antonescu.
Après le renversement d'alliances de la Roumanie, qui rejoignit les Alliés en 1944, Horia est fait prisonnier par les autorités nazies en Italie pour avoir refusé de rejoindre le gouvernement en exil d'Horia Sima et interné dans les camps de concentration de Karpacz et de Mariapfarr, avant d'être libéré un an plus tard par l'armée britannique.
Le 21 février 1946, devant des tribunaux roumains, Horia est condamné à la prison à perpétuité pour avoir favorisé la pénétration des idées fascistes en Roumanie,.

### Une vie en exil
Décidant de ne pas retourner dans une Roumanie dominée de façon croissante par l'Union soviétique, Vintila Horia vit alors en Italie, où il devient l'ami de Giovanni Papini.
En 1948, il part pour l'Argentine, où il enseigne à l'université de Buenos Aires, puis vit en Espagne, où il est chercheur en études italiennes, à compter de mars 1953.
De 1973 à 1985, il appartient au comité de patronage de Nouvelle École.
Il meurt à Madrid, le 4 avril 1992, des suites d'une tumeur cérébrale, à l'âge de soixante-dix-sept ans. 

## Distinctions et hommages
Vintila Horia remporte le prix Goncourt en 1960 pour son roman Dieu est né en exil. Mais, à la suite de la révélation, dans les colonnes de L'Humanité et de la revue Les Lettres françaises, de son passé et de ses écrits fascistes, ce prix ne lui est pas remis. Le prix reste attribué mais non-décerné. Ce livre suscite notamment des critiques de la part de Jean-Paul Sartre,,,.
Autres prix : médaille d'Or d'Il Conciliatore, Milan (1961) ; “ Bravo para los hombres que unen en la verdad ”, Madrid (1972) ; prix Dante Aligheri, Florence (1981).
Le centenaire de sa naissance a été célébré en décembre 2015 à l'université d'Alcalá de Henares, ainsi que dans plusieurs villes de Roumanie[réf. nécessaire].

## Œuvre

### Romans
- Acolo și stelele ard, Éd. Gorjan, Bucarest, 1942.
- Dieu est né en exil, Fayard, Paris, 1960.
- Le Chevalier de la Résignation, Fayard, Paris, 1961.
- Les Impossibles, Fayard, Paris, 1962.
- La Septième Lettre. Le roman de Platon, Plon, Paris, 1964.
- Une femme pour l’Apocalypse, Julliard, Paris, 1968.
- El hombre de las nieblas, Plaza y Janés, Barcelone, 1970.
- El viaje a San Marcos, Magisterio Español, Madrid, 1972.
- Marta o la segunda guerra, Plaza y Janés, Barcelone, 1982.
- Persécutez Boèce, Lausanne, L’Age d’Homme, 1987.
- Un sepulcro en el cielo, Planeta, Barcelone, 1987.
- Les Clefs du crépuscule, L’Age d’Homme, Lausanne, 1988.
- Mai sus de miazănoapte, Cartea Românească, Bucarest, 1992.

### Nouvelles
- El despertar de la sombra, Editora Nacional, Madrid, 1967.
- Informe último sobre el Reino H, Plaza y Janés, Barcelone, 1981.
- Moartea morții mele, Éd. Dacia, Cluj-Napoca, 1999.
- El fin del exilio. Cuentos de juventud, Criterio Libros, Madrid, 2002.

### Mémoires
- Journal d’un paysan du Danube, Table Ronde, Paris, 1966.
- Memoriile unui fost sagetator, Éd. Vremea, Bucarest, 2015.

### Essais
- Presencia del mito, Escelicer, Madrid, 1956.
- Poesía y libertad, Madrid, Ateneo, 1959.
- La rebeldia de los escritores soviéticos, Rialp, Madrid, 1960.
- Quaderno italiano, Pise, 1962.
- Giovanni Papini, Wesmael-Charlier, Paris, 1963.
- Juan Dacio, Diccionario de los Papas, préface de Vintila Horia, Editorial Destino, Barcelone 1963. (Juan Dacio est le pseudonyme de Vintila Horia.)
- Platon, personaje de novela, Ateneo, Madrid, 1964.
- España y otros mundos, Plaza y Janés, Barcelone, 1970.
- Viaje a los Centros de la Tierra, Plaza y Janés, Barcelone, 1971.
- Pepi Sánchez, Prensa Española, Madrid, 1972.
- Mester de novelista, Prensa Española, Madrid, 1972.
- Encuesta detrás de lo visible, Plaza y Janés, Barcelone,1975.
- Introducción a la literatura del siglo XX. (Essai d'épistémologie littéraire), Gredos, Madrid, 1976.
- Consideraciones sobre un mundo peor, Plaza y Janés, Madrid, 1978.
- Literatura y disidencia, Éd. Rioduero, Madrid, 1980.
- Los derechos humanos y la novela del siglo XX, Magisterio Español, Madrid, 1981.
- Mai bine mort decât comunist, Phoenix, Bucarest, 1990.
- Dicționarul Papilor, Editura Saeculum I.O., 1999.

### Poésie
- Procesiuni, Éd. Pavel Suru, Bucarest, 1936.
- Cetatea cu duhuri, Éd. Pavel Suru, Bucarest, 1939.
- Cartea omului singur, Éd. Pavel Suru, Bucarest, 1941.
- A murit un Sfânt, Valle Hermoso (Argentine), 1952.
- Poesia romaneasca noua, anthologie, Colecția “Meșterul Manole”, Salamanca, 1956.
- Jurnal de copilărie, Fundația Regală Universitară Carol I, Paris, 1958.
- Viitor petrecut, Salamanca 1976.

### Livres
- Sanda Stolojan, Au balcon de l’exil roumain à Paris : avec Cioran, Eugène Ionesco, Mircea Eliade, Vintilă Horia…, Paris, L’Harmattan, 1999.
- (ro) Crenguța Gânscă et Vintilă Horia, Al zecelea cerc : eseu despre o trilogie a exilului, Cluj-Napoca, Dacia, 2001.
- (ro) Marilena Rotaru, Întoarcerea lui Vintilă Horia, Bucarest, Ideea, 2002.
- (ro) Cecilia Latiș, Arhitecturi paralele : Marguerite Yourcenar –Vintilă Horia, Suceava, Editura Universității din Suceava, 2003.
- (ro) Cecilia Latiș, Polifonii creatoare : paralelă între creația lui Marguerite Yourcenar și a lui Vintilă Horia, Suceava, Editura Universității din Suceava, 2003.
- (ro) Pompiliu Crăciunescu, Vintilă Horia : Translittérature et Réalité, Veauche, L’Homme Indivis, 2008.
- (ro) Georgeta Orian, Vintilă Horia, un scriitor împotriva timpului său, Cluj-Napoca, Limes, 2008.
- (ro) Pompiliu Crăciunescu, Vintilă Horia : Transliteratură și Realitate, Bucarest, Curtea Veche, 2011.
- (ro) Sonia Elvireanu, Fața întunecată a lui Ianus – Vintilă Horia, Dumitru Țepeneag, Norman Manea, Gabriel Pleșa, Iași, Editura Tipo Moldova, coll. « Academica », 2013.
- (ro) Nicolae Florescu, Vintilă Horia între „ieșirea din a exista și intrarea în a fi”, Bucarest, Editura Jurnalul Literar, 2014.
- (ro) Mihaela Albu și Dan Anghelescu, Eseistica lui Vintilă Horia – deschideri către transdisciplinaritate, Craiova, Aius, 2015.
- (ro) « Drumul spre transdisciplinaritate – Vintilă Horia-Basarab Nicolescu », dans Traian D. Lazăr et Raluca Andreescu, Scrisori din exil – Arhiva literară Basarab Nicolescu,, București, Curtea Veche, 2015, p. 215-271.
- (ro) Oana Soare et Stéphane Lupasco, Infinitul și experiența. Corespondență primită, articole, interviuri, Bucarest, Academia Română, Fundația Națională pentru Știință și Artă, 2015, p. 241-258.

### Thèses de doctorat
- (es) Monica Nedelcu, La obra literaria de Vintila Horia. El espacio del exilio en cuatro novelas francesas [« L’œuvre littéraire de Vintila Horia. L’espace de l’exil dans quatre romans français »], Madrid, Universidad Complutense, coll. « Colección Tesis Doctorales », 1989.
- (ro) Crenguța Gânscă, Vintilă Horia. Al zecelea cerc : eseu despre o trilogie a exilului, Cluj-Napoca, Facultatea de Litere, Universitatea Babeș-Bolyai, Cluj-Napoca, 2001.
- Claudia Drăgănoiu, La prose littéraire d’exil : Vintilă Horia, Constantin Virgil Gheorghiu et L. M. Arcade (Proză literară de exil : Vintilă Horia, Constantin Virgil Gheorghiu și L. M. Arcade), Strasbourg, faculté des lettres, université de Strasbourg, 2011.
- Manuela Alexe, Reprezentări ale spațiului în proza lui Vintilă Horia [« Représentations de l’espace dans la prose de Vintilă Horia »], Școala doctorală de studii literare și culturale, Universitatea din București, 2012.
- Renata-Simona Georgescu, L’image de la Roumanie chez Vintilă Horia, Petru Dumitriu et Paul Goma, Cluj-Napoca, Facultatea de Litere, Universitatea Babeș-Bolyai, 2013.
- Alina Elena Costin, Vintilă Horia : Exil et création, Iași, Facultatea de Litere, Universitatea « Alexandru Ioan Cuza », 2013.
- (ro) Sonia Elvireanu, Fața întunecată a lui Ianus – Vintilă Horia, Dumitru Țepeneag, Norman Manea, Gabriel Pleșa, Fcaultatea de Istorie și Filologie, Universitatea „1 Decembrie 1918” din Alba Iulia, 2013.